# Уоррен Пис
Джеффри Александр Маккормак (англ. Geoffrey Alexander MacCormack), наиболее известный как Уоррен Пис (англ. Warren Peace) — английский вокалист, композитор и танцор, главным образом прославившийся сотрудничеством с рок-музыкантом Дэвидом Боуи в 1970-х годах.

## Музыкальная карьера
Маккормак познакомился с Дэвидом Боуи во время их учёбы в Технической средней школе Бромли. Между ними завязалась дружба переросшая в многолетнее творческое сотрудничество. Маккормак участвовал в записи нескольких альбомов Боуи в качестве бэк-вокалиста: начиная с Aladdin Sane (1973) и заканчивая Station to Station (1976). Помимо этого, он входил в состав гастрольного ансамбля Боуи во время его турне по США и Японии (1973 год), и сопровождал артиста во время его поездки в Великобританию по Транссибирской магистрали, после того как он отказался лететь самолётом. Кроме того, Маккормак участвовал в заключительном этапе турне Боуи по Великобритании, которое закончилось «расставанием музыканта с образом Зигги Стардаста» во время шоу в Hammersmith Odeon в июле (позже финальный концерт был выпущен под названием Ziggy Stardust: The Motion Picture).
Маккормак выступил соавтором песни «Rock ’n’ Roll With Me» из Боуи альбома Diamond Dogs (1974), а затем «Turn Blue» из альбома Игги Попа Lust for Life (1977). Он также появился в качестве танцора и вокалиста группы The Astronettes в проекте Боуи The 1980 Floor Show (октябрь 1973 года) и в качестве одного из танцоров/вокалистов гастрольной группы Боуи в американской части турне Diamond Dogs Tour (впоследствии выпущенной в виде концертного альбома David Live). В конце 1973 года вместе с другими участниками The Astronettes, Авой Черри и Джейсоном Гессом, а также Боуи в качестве продюсера, Маккормак записал альбом в Olympic Studios, в итоге, выпущенный под названием People from Bad Homes в 1995 году.

## Мемуары
В 2007 году Уоррен Пис (под своим настоящим именем Джефф Маккормак) опубликовал книгу From Station to Station: Travels With Bowie 1973-76, иллюстрированные мемуары о его путешествиях с Дэвидом Боуи.
Одной из тем книги было его путешествие с Боуи из Японии в Европу (между концертами турне Ziggy Stardust Tour 1973 года), сначала на пароходе, а потом через Транссибирскую магистраль, что было связано с аэрофобией последнего. По словам жены музыканта Анджелы Боуи: «Ни один западный артист статуса Боуи, не говоря уже о ведущих рок-звёздах, ни разу не предпринимал такого путешествия и не получал на него разрешения во времена Холодной войны».

## Дискография

### Дэвид Боуи
- Aladdin Sane (1973) — бэк-вокал (под именем GA MacCormack, также фигурировал как Mac Cormack)
- Pin Ups (1973) — бэк-вокал (под именем GA MacCormack, также фигурировал как Mac Cormack)
- Diamond Dogs (1974) — соавтор музыки к песне «Rock ’n’ Roll With Me»[англ.]
- David Live (1974) — бэк-вокал, соавтор музыки к песне («Rock ’n’ Roll With Me»)
- Station to Station (1976) — бэк-вокал
- Ziggy Stardust – The Motion Picture (1983, записан в 1973 году) — бэк-вокал, перкуссия
- Bowie at the Beeb (2000, записан в 1971 году) — бэк-вокал (под именем Geoffrey Alexander)

### Игги Поп
- Lust for Life (1977) — соавтор музыки к песне «Turn Blue»

### The Astronettes
- People from Bad Homes (записан в 1973 году, выпущен в 1995 году) — вокал